# فيكتوريا أبريل
فيكتوريا أبريل (بالإنجليزية: Victoria Abril)‏ هي مغنية وعازفة الجاز وممثلة إسبانية، ولدت في 4 يوليو 1959 بمدريد في إسبانيا. بدأت مشوارها المهني سنة 1975، ومن الجوائز التي نالتها جوائز جويا وجائزة أكاديمية الأفلام الأوروبية عن فئة الانجازات في السينما العالمية ‏ سنة 2002 وجائزة جويا لأفضل ممثلة ‏ سنة 1996 وجائزة الدب الفضي لأفضل ممثلة ‏ وجائزة أنداس ‏ سنة 1995.

## أعمال

### أفلام
- (1996) التحررية
- (2000) ريكيافيك 101[14]

## جوائز وترشيحات
جوائز
- جوائز جويا
- جائزة أكاديمية الأفلام الأوروبية عن فئة الانجازات في السينما العالمية [الإنجليزية]‏ (2002)
- جائزة جويا لأفضل ممثلة [الإنجليزية]‏ (1996)
- جائزة الدب الفضي لأفضل ممثلة [الإنجليزية]‏
- جائزة أنداس [الإنجليزية]‏ (1995)

ترشيحات
- جائزة سيزار لأفضل ممثلة مساعدة (1984)
- جائزة سيزار لأفضل ممثلة مساعدة (1985)
- جائزة جويا لأفضل ممثلة [الإنجليزية]‏ (1987)
- جائزة جويا لأفضل ممثلة [الإنجليزية]‏ (1988)
- جائزة جويا لأفضل ممثلة [الإنجليزية]‏ (1989)
- جائزة جويا لأفضل ممثلة [الإنجليزية]‏ (1990)
- جائزة جويا لأفضل ممثلة [الإنجليزية]‏ (1991)
- جائزة جويا لأفضل ممثلة [الإنجليزية]‏ (1992)
- جائزة جويا لأفضل ممثلة [الإنجليزية]‏ (2002)
- جائزة جويا لأفضل ممثلة مساعدة [الإنجليزية]‏ (2005)
- جائزة الفيلم الأوروبي – جائزة اختيار جمهور جيمسون – لأفضل ممثلة [الإنجليزية]‏ (2002)

## وصلات خارجية
- فيكتوريا أبريل على موقع IMDb (الإنجليزية)
- فيكتوريا أبريل على موقع ميتاكريتيك (الإنجليزية)
- فيكتوريا أبريل على موقع مونزينجر (الألمانية)
- فيكتوريا أبريل على موقع قاعدة بيانات الأفلام العربية
- فيكتوريا أبريل على موقع ألو سيني (الفرنسية)
- فيكتوريا أبريل على موقع ميوزك برينز (الإنجليزية)
- فيكتوريا أبريل على موقع أول موفي (الإنجليزية)
- فيكتوريا أبريل على موقع قاعدة بيانات الأفلام السويدية (السويدية)
- فيكتوريا أبريل على موقع إن إن دي بي (الإنجليزية)
- فيكتوريا أبريل على موقع أول ميوزيك (الإنجليزية)